# Griveaudia charlesi
Griveaudia charlesi är en fjärilsart som beskrevs av Pierre E.L. Viette 1968. Griveaudia charlesi ingår i släktet Griveaudia och familjen Callidulidae. Inga underarter finns listade i Catalogue of Life.